# Île Stefansson
Pour les articles homonymes, voir Stefansson.
L'île Stefansson est une île inhabitée de l'archipel arctique canadien dans la région de Kitikmeot au Nunavut au Canada.
Elle a une superficie de 4 463 km2 et est ainsi la 128e plus grande île en superficie au monde et la 27e plus grande du Canada.
Elle est située dans le détroit du Vicomte Melville avec le détroit de M'Clintock (en) à l'est tout juste au nord de la péninsule Stokerson de l'île Victoria dont elle est séparée par le détroit de Goldsmith (en).
Le mont le plus élevé de l'île Stefansson est de 267 m. Le premier Européen à observer l'île fut Storker T. Storkerson en 1917 alors qu'il voyageait avec l'explorateur canadien Vilhjalmur Stefansson dont l'île porte le nom.

## Annexe